# Venus vendando al Amor
Venus vendando al Amor (en italiano: Venere che benda Amore), también conocido como La educación del amor, es un cuadro realizado por el pintor Tiziano Vecellio. Mide 118 cm de alto y 185 cm de ancho, y está pintado al óleo sobre lienzo. Pintado hacia 1565, se encuentra en la Galería Borghese, en Roma, con el número de inventario 170.

## Historia

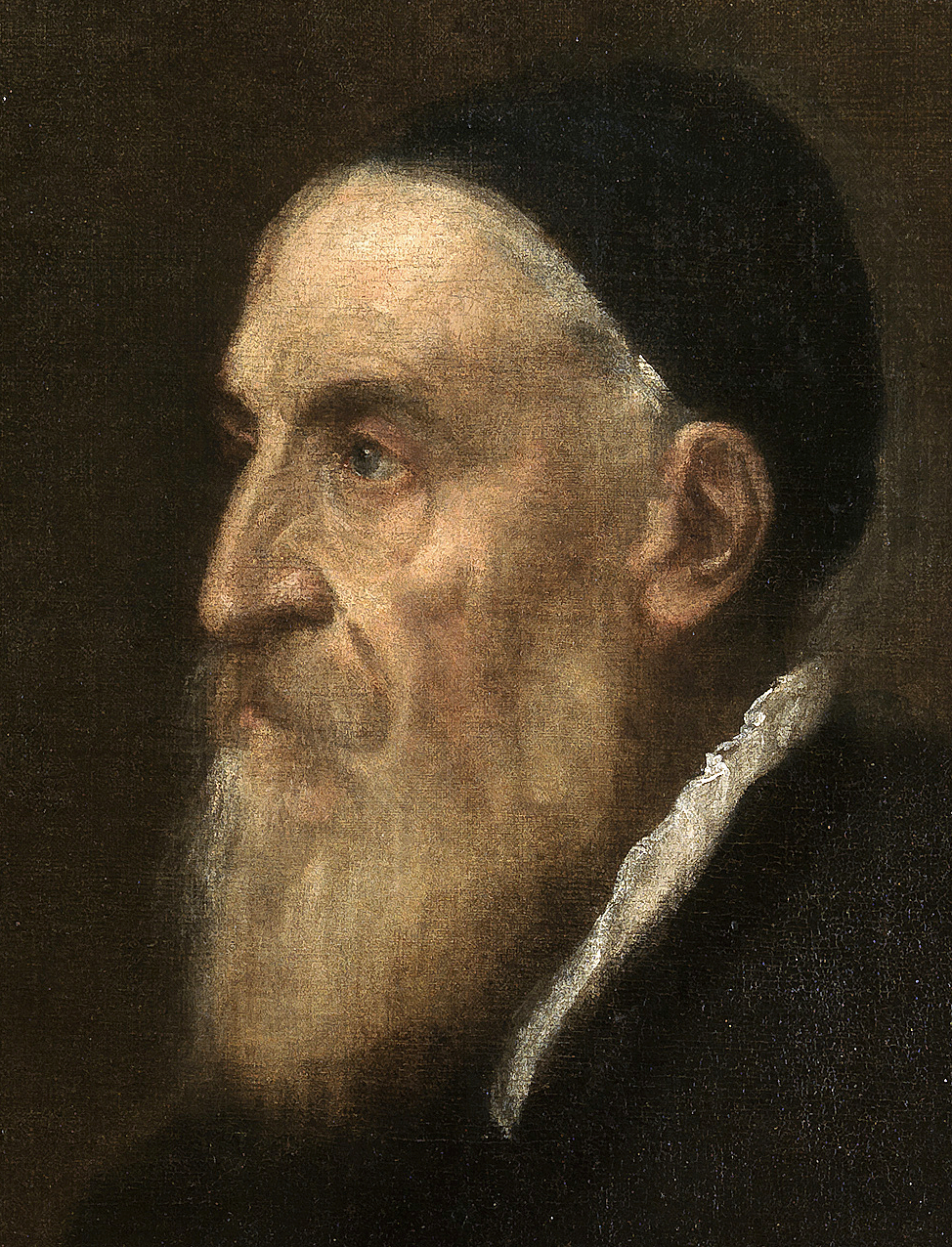
Autorretrato de Tiziano Vecellio, c. 1562

Tiziano fue uno de los mejores exponentes de la Escuela veneciana renacentista de pintura. Fue discípulo de Giorgione, con quien colaboró en la decoración del Fondaco dei Tedeschi. Desde joven mostró algunas de sus principales características: uso de marcadas perspectivas espaciales, composición enérgica, intenso cromatismo, evocación lírica de los temas, narración dinámica, profundización psicológica de los personajes —con cierta tendencia al dramatismo—, visión naturalista del paisaje y realismo del detalle. Más tarde, por influencia de Miguel Ángel y Rafael, mostró tendencia hacia el monumentalismo, con el que pudo desarrollar su temperamento dramático y grandilocuente. Destacó especialmente en los retratos —fue el principal retratista de Carlos I de España—, representados generalmente de media figura con las manos visibles, siempre con pequeñas variantes para crear retratos únicos. En la década de 1540 fue evolucionando hacia el manierismo y empezó a basar sus composiciones más en el dibujo que en el color, con tendencia al claroscuro y al uso del escorzo en las composiciones, interesándose cada vez más por los efectos lumínicos y el esfumado de los contornos.
No se tienen muchos datos históricos del cuadro: se cree que fue vendido por el cardenal Paolo Emilio Sfondrati a Scipione Borghese en 1608. En algunos catálogos de los siglos xvii y xviii aparece como Las Tres Gracias. Los primeros que lo identificaron como Venus vendando al Amor fueron Giovanni Battista Cavalcaselle (1877), Wilhelm Reinhold Valentiner (1930) y Wilhelm Emil Suida (1952). Valentiner se basó en su afinidad iconográfica con el fresco pompeyano de la Educación de Cupido (Museo Arqueológico Nacional de Nápoles). La mayoría de expertos lo datan en 1565 (Adolfo Venturi, Hans Tietze, Rodolfo Pallucchini, Paola Della Pergola).

## Descripción

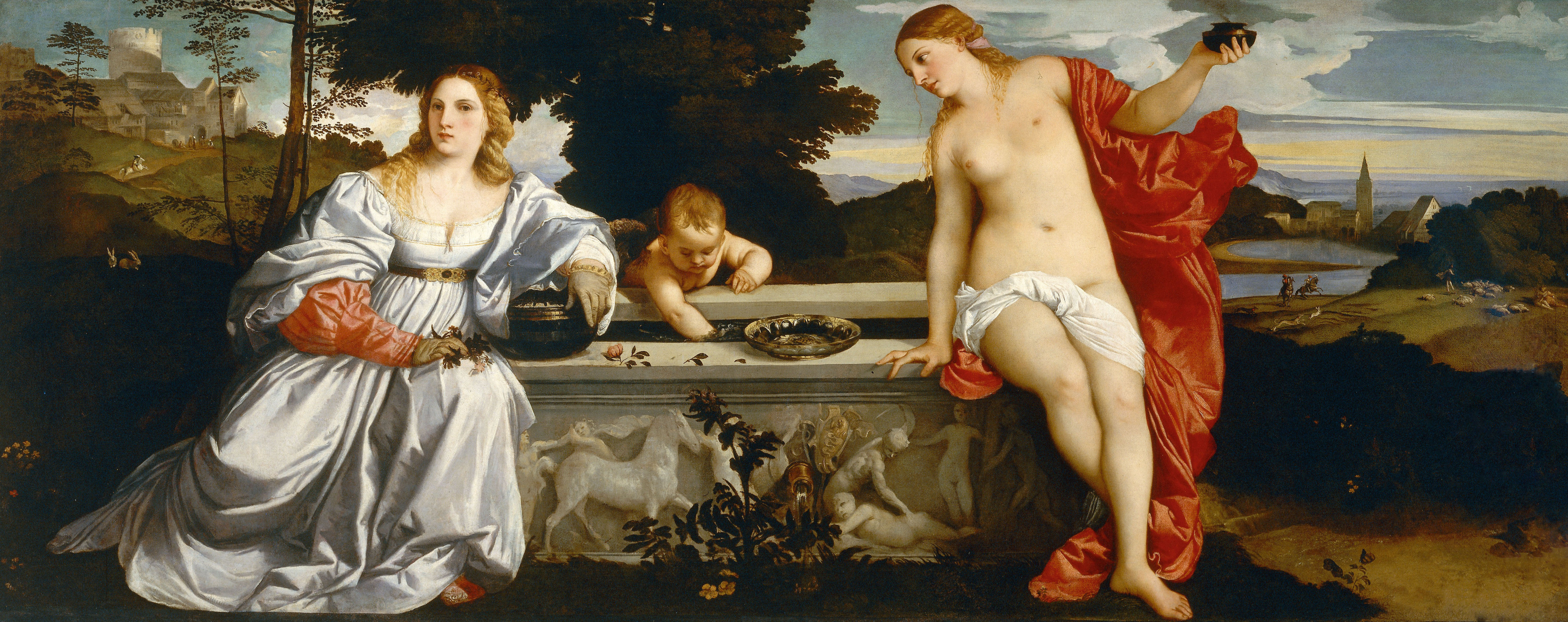
Amor sacro y amor profano (1514-1515), de Tiziano, Galería Borghese, Roma

En esta pintura mitológica, Venus, la diosa del amor según la mitología romana (Afrodita en la mitología griega), aparece a la izquierda de la imagen, vestida con una túnica blanca y tocada con una corona, en el acto de vendar los ojos a Cupido, el dios del deseo amoroso —el hijo que tuvo con Marte, dios de la guerra—, representado como es habitual como un niño con alas. En la representación de Cupido era habitual el que apareciese con los ojos vendados, por lo que el cuadro representa el momento en que su madre le pone la venda. Tras la figura de Venus aparece otro amorcillo, que recuesta su cabeza en el hombro de la diosa. A la derecha aparecen dos ninfas, una con un arco y otra con un carcaj de flechas, que presumiblemente le serían entregadas poco después a Cupido, quien disparaba flechas de amor a los mortales. Al fondo se ve un paisaje montañoso, generalmente identificado como Cadore, la región natal del pintor, donde vivía en 1565, cuando fue pintado el cuadro aproximadamente. El cielo tiene los colores rojizos y anaranjados del ocaso.
La imagen es de difícil interpretación iconográfica, máxime cuando no existen documentos contemporáneos de la obra que la describan. Las primeras descripciones, del siglo XVII, mencionan a Venus con dos ninfas o bien a las Tres Gracias, según una versión que identificaría a Venus como una de las Gracias. La bibliografía posterior hizo una lectura en clave moralista y pedagógica, por la que el acto de vendar los ojos a Cupido formaría parte de su educación, siguiendo una tradición iniciada en los Triunfos de Petrarca y muy difundida en las siguientes centurias, tanto en el ámbito de la literatura como en el del arte, especialmente xilografías y en los naipes renacentistas. En cambio Erwin Panofsky hizo una lectura iconográfica en clave neoplatónica: el Cupido vidente, a la espalda de Venus, representaría al Amor celestial (Anteros), mientras que el vendado sería el Amor humano (Eros); las dos ninfas serían alegorías del Placer y la Castidad. Por otro lado, la actitud de la diosa, que vuelve la cabeza hacia un lado, y el aspecto triste del Cupido vidente, denotarían la fatalidad y el dramatismo del sentimiento amoroso humano. Según Panofsky la pose reflexiva del Cupido vidente podría significar, al ver cómo entregan al Cupido ciego el arco y las flechas, el peligro de que estas armas se puedan disparar al azar.
Tiziano había tocado ya este tema en Amor sacro y amor profano (c. 1515, Galería Borghese, Roma), donde dos figuras que representan a Venus simbolizan el amor celestial y el terrenal: la mujer vestida representa la Venus Pandemos o «Venus mundana», mientras que la desnuda es la Venus Urania o «Venus celeste», siguiendo la interpretación neoplatónica realizada por Marsilio Ficino.
El pintor veneciano realizó múltiples obras inspiradas en la figura de Venus, como Venus Anadiomene (1520), Venus de Urbino (1538), Venus del Pardo (1534-1540), Venus recreándose en la música (1547), Venus con organista, amorcillo y perrito (1550), Venus tratando de detener a Adonis (1553), Venus y Adonis (1554), Venus del espejo (1555) y Venus y Adonis (1560). Por la fecha en la que pintó esta obra, Tiziano realizó también La toilette de Venus y, poco después, una Venus desnuda que envió a Felipe II de España en 1567, actualmente perdida.
La obra no está firmada ni fechada.

## Galería
Esta obra fue versionada varias veces por otros artistas:

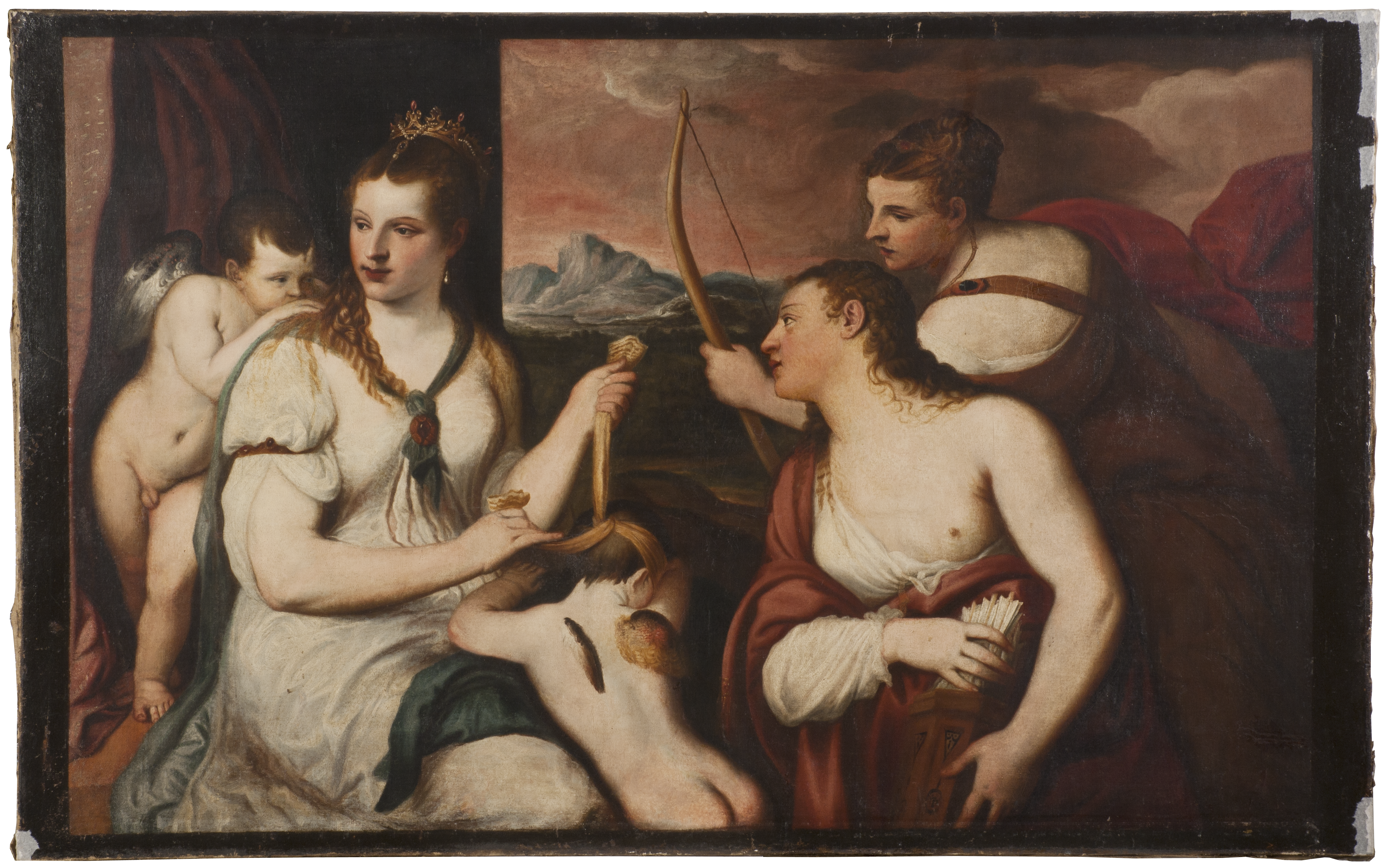
Por Andrea Schiavone (años 1560), Museo Nacional de Estocolmo
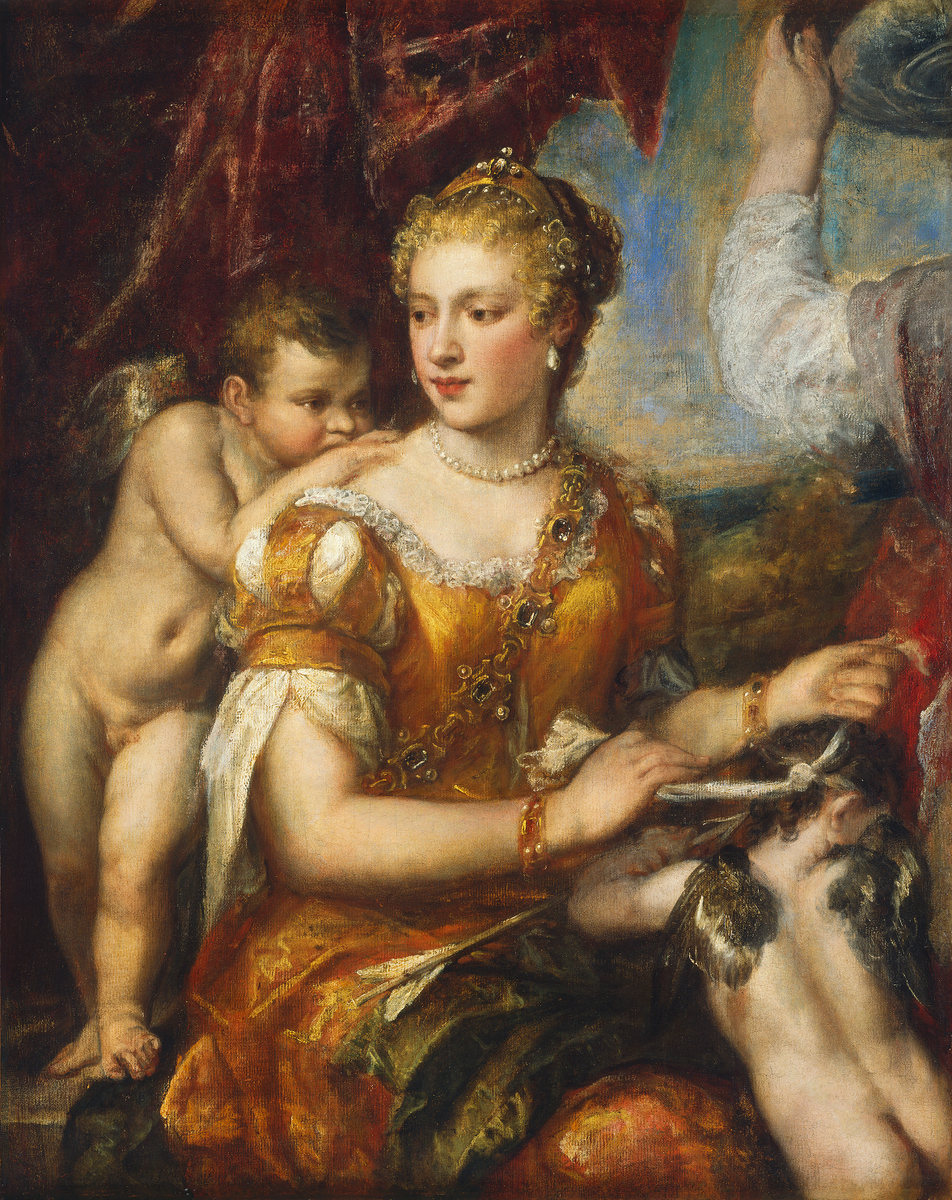
Versión anónima de los años 1560, Galería Nacional de Arte, Washington D. C.
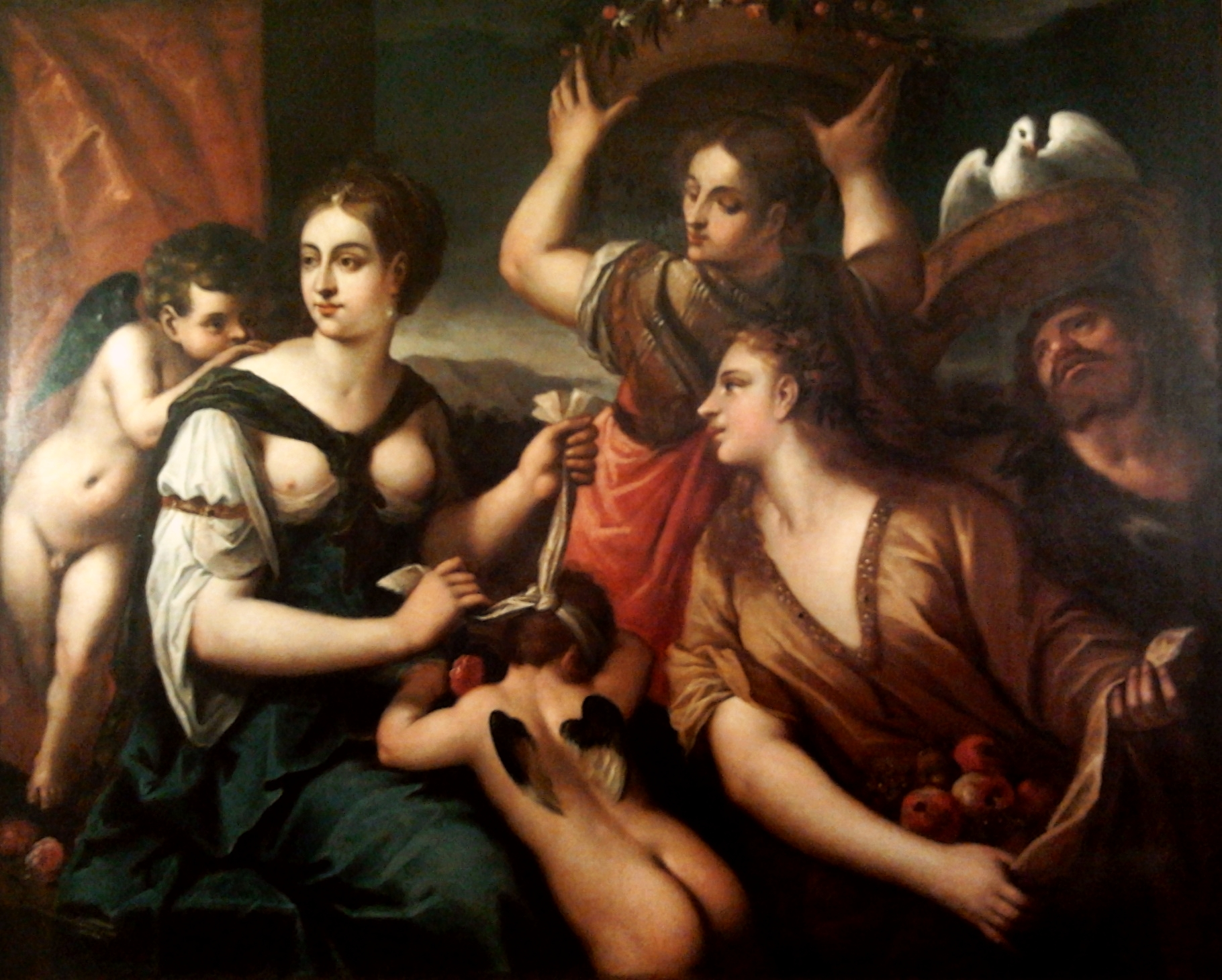
Versión anónima del siglo XVII, Museo del palacio de Juan III, Wilanów

Una copia se encontraba en la colección de Cornelis van der Geest y se aprecia en dos pinturas de su galería de arte en la década de 1630, por Willem van Haecht:

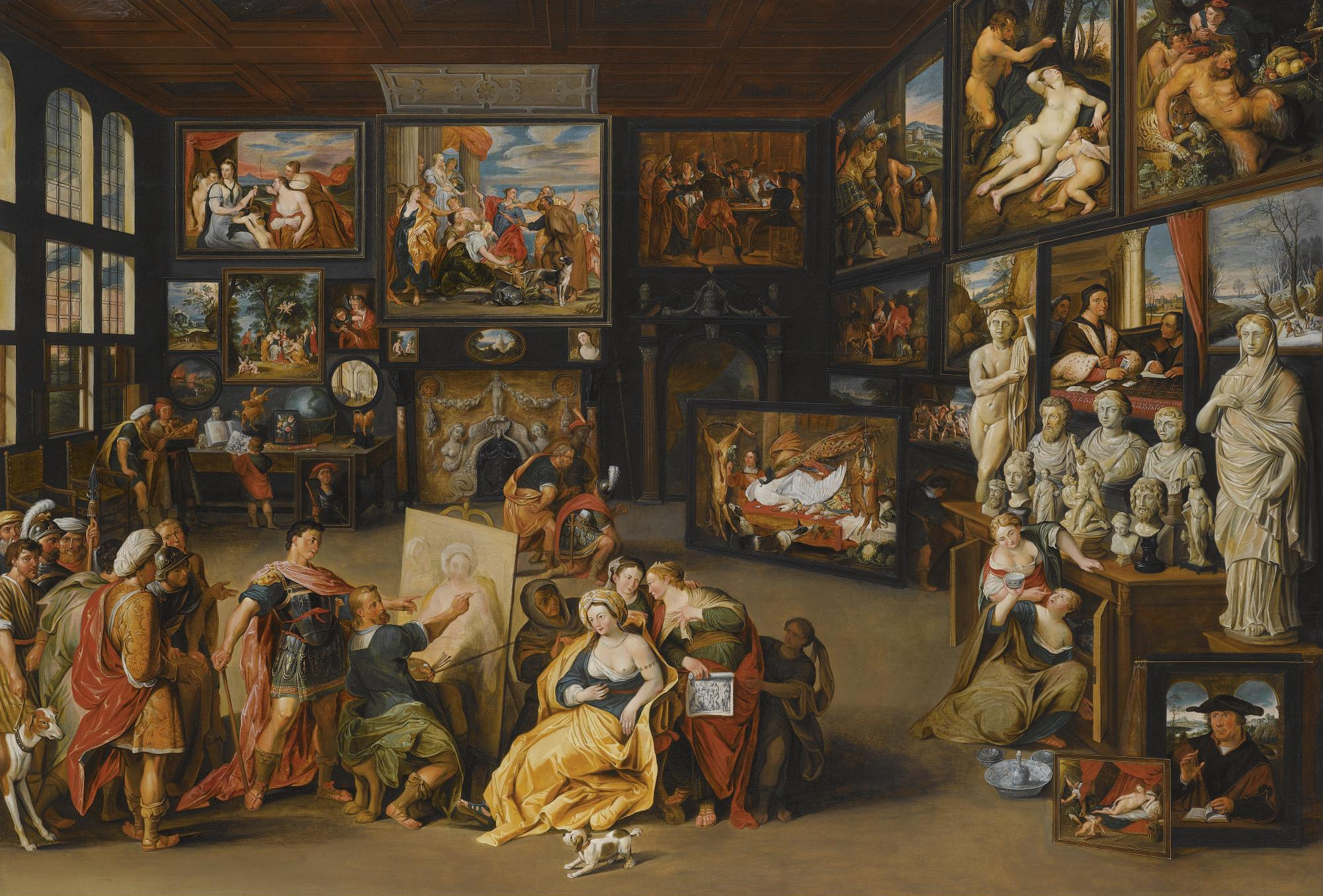
Alejandro Magno visita el estudio de Apeles (1628-1637), colección privada
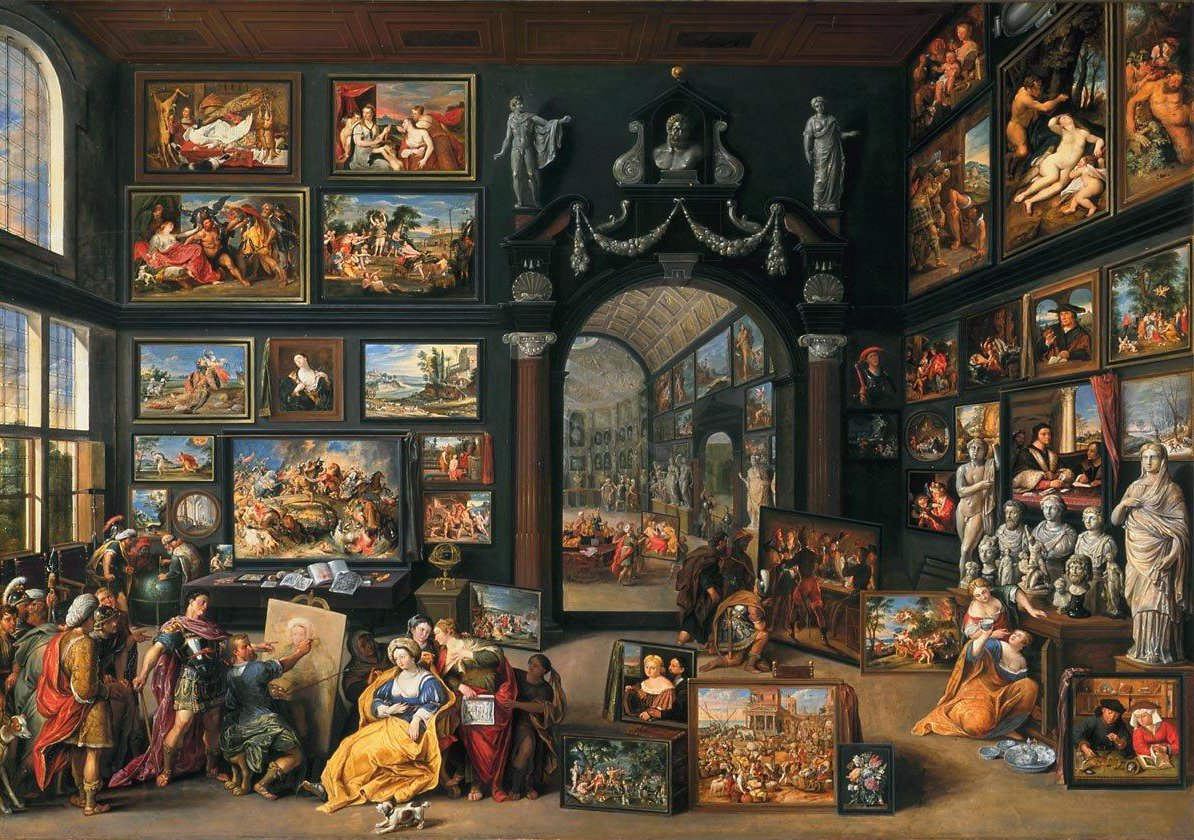
Apeles pintando a Campaspe (1630), Mauritshuis, La Haya